# Anomis aroa
Anomis aroa là một loài bướm đêm trong họ Erebidae.